# Żeglarstwo na Letnich Igrzyskach Olimpijskich 1908 – klasa 7 metrów
Zawody w żeglarskiej klasie 7 metrów podczas IV Letnich Igrzysk Olimpijskich odbyły się w dniach 27–28 lipca 1908 roku na wodach Ryde.

## Informacje ogólne
Na trzynastomilowej trasie miały rywalizować dwa zgłoszone do zawodów jachty. Jeden z nich, Mignonette, nie stawił się jednak na start, w regatach triumfował zatem brytyjski jacht Heroine.

## Format zawodów
Zawody miały składać się z trzech wyścigów. Miejsca w klasyfikacji generalnej ustalane były na podstawie liczby zwycięstw w poszczególnych wyścigach. W przypadku remisu o kolejności decydowała liczba punktów, które były przyznawane za miejsca zajęte na mecie – pierwsza trójka otrzymywała odpowiednio trzy, dwa i jeden punkt, za zajęcie pozostałych miejsc punkty nie przysługiwały. W przypadku nierozstrzygnięcia remisu przeprowadzana była dogrywka między zainteresowanymi załogami.
Jako że do rywalizacji przystąpił jedynie jeden jacht, zaliczył on w pierwszych dwóch dniach jedno okrążenie trasy wyścigu, trzeci wyścig został zaś odwołany.

## Wyniki
| Pozycja | Załoga                                                                   | Jacht   | Wyścig I | Wyścig I | Wyścig II | Wyścig II | Ogółem     | Ogółem |
| Pozycja | Załoga                                                                   | Jacht   | Czas     | Pozycja  | Czas      | Pozycja   | Zwycięstwa | Punkty |
| ------- | ------------------------------------------------------------------------ | ------- | -------- | -------- | --------- | --------- | ---------- | ------ |
| złoto   | Charles Rivett-Carnac Norman Bingley Richard Dixon Frances Rivett-Carnac | Heroine | 2:11:54  | 1        | 4:17:23   | 1         | 2          | 6      |